# Couto do Medio
Couto do Medio (llamada oficialmente O Couto do Medio) es una aldea española situada en la parroquia de Montouto, del municipio de Abegondo, en la provincia de La Coruña, Galicia.

## Demografía
| Gráfica de evolución demográfica de Couto do Medio entre 1999 y 2018 |
|                                                                      |
| Datos según el nomenclátor publicado por el INE.                     |